# 김종
김종(金鍾, 1961년 9월 5일 ~ )은 대한민국의 한양대학교 스포츠산업학과 교수였고, 박근혜 정부에서 문화체육관광부 제2차관을 역임하였다.

## 경력
- 두산베어스 기획홍보과장
- 수원대학교 체육대학 사회체육학부 부교수
- 한국스포츠산업경영학회 부회장
- 국민체육진흥공단 평가위원
- 아시아체육학회 사무총장
- 한양대학교 체육대학 스포츠산업학과장
- 한국야구발전연구원장
- 문화체육관광부 규제개혁위원회 위원
- 아시아스포츠산업협회장
- 2014 인천아시아경기대회조직위원회 이념제정위원회 위원
- 체육산업개발주식회사 사외이사
- 안산시 스타돔 자문위원회 위원
- 한국스포츠미디어학회장
- 사행산업통합감독위원회 위원
- 체육인재육성재단 이사
- 한국스포츠산업협회 부회장
- 한국스포츠산업경영학회 부회장
- 한양대학교 스포츠산업학과 교수
- 한양대학교 예술체육대학장
- 한양대학교 스포츠산업마케팅센터장
- 문화체육관광부 제2차관

## 수상
- 2004년 : 국무총리 표창장

| 전임 박종길 | 제6대 문화체육관광부 제2차관 2013년 11월 2일 ~ 2016년 10월 31일 | 후임 유동훈 |